# I liga polska w hokeju na lodzie (1968/1969)
I liga polska w hokeju na lodzie 1968/1969 – 14. sezon zmagań drugiego poziomu ligowego hokeja na lodzie w Polsce. Został rozegrany na przełomie 1968 i 1969 roku.

## Formuła
Sezon rozpoczął się 13 października 1968, w pierwszym  meczu rozegranym awansem Podhale Nowy Targ pokonało GKS Katowice 6:1. Po rozegraniu turnieju zasadniczego liga została podzielona na dwie grupy: Silniejsza (4 zespoły) i Słabszej (6 zespołów). Mistrzem Polski został zespół Podhala Nowy Targ. Był to drugi tytuł mistrzowski w historii klubu. W rozgrywkach za zwycięstwo klub otrzymywał dwa punkty, a za remis jeden punkt.

## Sezon zasadniczy

### Tabela
| Lp. | Zespół            | M  | Pkt | W  | R | P  | G+  | G−  | +/−  |
| --- | ----------------- | -- | --- | -- | - | -- | --- | --- | ---- |
| 1   | Podhale Nowy Targ | 18 | 26  | 12 | 2 | 4  | 75  | 39  | +36  |
| 2   | GKS Katowice      | 18 | 24  | 11 | 2 | 5  | 77  | 35  | +42  |
| 3   | Pomorzanin Toruń  | 18 | 24  | 11 | 2 | 5  | 90  | 56  | +34  |
| 4   | Polonia Bydgoszcz | 18 | 20  | 9  | 2 | 7  | 105 | 89  | +16  |
| 5   | Baildon Katowice  | 18 | 19  | 8  | 3 | 7  | 101 | 66  | +35  |
| 6   | Naprzód Janów     | 18 | 19  | 9  | 1 | 8  | 74  | 77  | -3   |
| 7   | Górnik Murcki     | 18 | 19  | 8  | 3 | 7  | 59  | 74  | -15  |
| 8   | Cracovia          | 18 | 15  | 6  | 3 | 9  | 79  | 79  | 0    |
| 9   | Legia Warszawa    | 18 | 12  | 6  | 0 | 12 | 77  | 82  | -5   |
| 10  | Włókniarz Zgierz  | 18 | 2   | 1  | 0 | 17 | 40  | 180 | -140 |

### Turnieje finałowe
- 17-19 stycznia 1969: Bydgoszcz
- 24-26 stycznia 1969: Toruń
- 31 stycznia-2 lutego 1969: Katowice
- 7-9 lutego 1969: Nowy Targ

### Silniejsza
W ostatnim turnieju drużyna Podhala wygrała wszystkie mecze na własnym lodowisku pokonując GKS 6:1, Pomorzanina 4:1, Polonię 7:3.
| Lp. | Zespół            | M  | Pkt | W  | R | P  | G + | G - | +/- |
| --- | ----------------- | -- | --- | -- | - | -- | --- | --- | --- |
| 1   | Podhale Nowy Targ | 30 | 46  | 21 | 4 | 5  | 127 | 70  | +57 |
| 2   | GKS Katowice      | 30 | 40  | 18 | 4 | 8  | 121 | 65  | +56 |
| 3   | Pomorzanin Toruń  | 30 | 29  | 13 | 3 | 14 | 124 | 106 | +18 |
| 4   | Polonia Bydgoszcz | 30 | 27  | 12 | 3 | 15 | 139 | 142 | -3  |

      = Mistrz Polski

## Słabsza
| Lp. | Zespół           | M  | Pkt | W  | R | P  | G + | G - | +/-  |
| --- | ---------------- | -- | --- | -- | - | -- | --- | --- | ---- |
| 5   | Baildon Katowice | 28 | 37  | 17 | 3 | 8  | 160 | 83  | +77  |
| 6   | Naprzód Janów    | 28 | 32  | 15 | 2 | 11 | 110 | 112 | -2   |
| 7   | Górnik Murcki    | 28 | 32  | 14 | 4 | 10 | 100 | 105 | -5   |
| 8   | Cracovia         | 28 | 21  | 9  | 3 | 16 | 110 | 125 | -15  |
| 9   | Legia Warszawa   | 28 | 20  | 10 | 0 | 18 | 114 | 117 | -3   |
| 10  | Włókniarz Zgierz | 28 | 4   | 2  | 0 | 26 | 61  | 241 | -180 |

      = Spadek do II ligi

## Klasyfikacja indywidualna
| Lp. | Zawodnik           | Klub              | B  | A | Pkt |
| --- | ------------------ | ----------------- | -- | - | --- |
| 1   | Józef Stefaniak    | Pomorzanin Toruń  | 11 | 3 | 14  |
| 2   | Andrzej Fonfara    | GKS Katowice      | 9  | 4 | 13  |
| 3   | Tadeusz Kilanowicz | Podhale Nowy Targ | 8  | 4 | 12  |
| 4   | Walenty Ziętara    | Podhale Nowy Targ | 8  | 4 | 12  |
| 5   | Andrzej Szal       | Podhale Nowy Targ | 7  | 3 | 10  |